# Cratere Lubbock
Lubbock è un cratere lunare di 14,09 km situato nella parte sud-orientale della faccia visibile della Luna. Il cratere è dedicato all'astronomo inglese John William Lubbock .